# Wintrebertia arcuata
Wintrebertia arcuata är en insektsart som beskrevs av Marius Descamps 1964. Wintrebertia arcuata ingår i släktet Wintrebertia och familjen Euschmidtiidae.

## Underarter
Arten delas in i följande underarter:
- W. a. arcuata
- W. a. sakaveana